# Цараев, Альберт Суликович
Альбе́рт Су́ликович Цара́ев (13 декабря 1967, пос. Заводской, Северо-Осетинская АССР, РСФСР, СССР) — советский и российский футболист, полузащитник и нападающий. Мастер спорта СССР.

## Карьера
Футболом начал заниматься в 1973 году, когда при школе в его посёлке была организована футбольная секция. Затем уехал в Душанбе, жил у родственников и учился в спортивном техникуме. Выступал за юношескую сборную Таджикской ССР, был в дубле «Памира».
С 1988 по 1989 год выступал за термезский «Сурхан», в 44 матчах забил 14 мячей. Сезон 1989 года провёл в «Пахтакоре», где сыграл 19 встреч и забил 2 гола. В начале 1990 был на просмотре в клубе «Спартак» (Орджоникидзе), но на первых же сборах получил серьёзную травму и клуб покинул. Во 2-й половине 1990 года вернулся в «Сурхан», где провёл 29 игр, в которых отметился 10 мячами.
В 1991 году перешёл в ставропольское «Динамо», в 40 матчах отличился 14 раз. Сезон 1992 года начал в Ставрополе, дебютировал в Высшей лиге России. Однако проведя всего 4 встречи, переехал в Узбекистан. Полтора года играл за ферганский «Нефтчи», в составе которого провёл 47 матчей, забил 25 мячей и дважды стал чемпионом Узбекистана.
С 1994 по 1995 год выступал за анапский «Спартак» (позднее — «Гекрис»), в 77 играх забил 22 гола. Сезон 1996 года начал в «Кубани», провёл 15 встреч и забил 3 мяча. На один из матчей «Кубани» прибыли представители венгерского клуба «Шиофок Баньяс» и пригласили Цараева в Венгрию. В итоге, сезон 1996/97 он отыграл в чемпионате Венгрии. Провёл за клуб 20 игр, забил 1 гол, помог команде остаться в высшей лиге.
В 1998 году вернулся в Россию, где продолжил выступления за «Анапу». Вторую половину сезона 1998 года провёл в клубе «Волгарь-Газпром». Затем с 1999 по 2000 год играл за «КАМАЗ-Чаллы», в составе которого провёл 28 игр и забил 11 голов. В 1999 году, по опросу спортивных журналистов Набережных Челнов, признан лучшим игроком команды.
В межсезонье на сборах с клубом «Крылья Советов» повредил колено, перенёс 7 операций и был вынужден завершить профессиональную карьеру.

## Достижения
- Чемпион Узбекистана: 1992, 1993

## После карьеры
После завершения карьеры профессионального футболиста недолго занимался тренерской деятельностью в анапском «Спартаке» и дубле новороссийского «Черноморца». Потом, из-за нехватки денег, работал столяром, но вскоре вернулся к тренерской работе — стал детским тренером в Анапе. Сегодня[когда?] футбольная школа в Анапе входит в состав Академии ФК «Краснодар».
Кроме того, продолжает играть на любительском уровне.

## Семья
Женат, жена родом из Анапы. Сын Алан, также футболист.